# Bakalanpule
Bakalanpule is een bestuurslaag in het regentschap Lamongan van de provincie Oost-Java, Indonesië. Bakalanpule telt 3346 inwoners (volkstelling 2010).